# Les Plans (Gard)
Les Plans is een gemeente in het Franse departement Gard (regio Occitanie) en telt 185 inwoners (2005). De plaats maakt deel uit van het arrondissement Alès.

## Geografie
De oppervlakte van Les Plans bedraagt 6,3 km², de bevolkingsdichtheid is 29,4 inwoners per km².
De onderstaande kaart toont de ligging van Les Plans (Gard) met de belangrijkste infrastructuur en aangrenzende gemeenten.

## Demografie
Onderstaande figuur toont het verloop van het inwonertal (bron: INSEE-tellingen).